# 特羅揚卡 (戈洛瓦尼夫西克區)
48°24′21″N 30°38′47″E / 48.40583°N 30.64639°E
特羅揚卡（烏克蘭語：Троянка），是烏克蘭中部的村莊，隸屬基洛夫格勒州的霍洛瓦尼夫斯克區。該村面積48平方公里，海拔高度129米，2001年人口956，人口密度每平方公里19.9人。